# 天主教科馬亞瓜教區
天主教科馬亞瓜教區（拉丁語：Dioecesis Comayaguensis）是洪都拉斯一個羅馬天主教教區，屬特古西加爾巴總教區。
教區成立於1963年3月13日，包括科馬亞瓜省和拉巴斯省，2006年有教友642,254人（佔轄區總人口93.1%）、廿九個堂區、四十四名司鐸。現任教區主教為罗伯特·卡米莱利·阿佐帕尔迪。